# Superior (anatomie)
Superior of superius (Latijn: superior, hoger gelegen) is de plaatsaanduiding van een lichaamsonderdeel dat hoger ligt dan een ander, gelijkaardig lichaamsdeel. Het tegenovergestelde is inferior.

## Voorbeeld
- Musculus rectus superior: de bovenste rechte oogspier, tegenover
- Musculus rectus inferior: de onderste rechte oogspier

superior · inferior · anterior · posterior 

craniaal · rostraal · caudaal 

proximaal · distaal 

ventraal · dorsaal · lateraal · mediaal
coronaal · sagittaal · mediaan · transversaal 

nasaal · temporaal · occipitaal 

contralateraal · ipsilateraal · bilateraal · unilateraal 

afferent · efferent